# Dekadens (musikalbum)
Dekadens är en EP av svenska "narcotic metal" bandet Lifelover. Den släpptes som CD eller så kallad MCD på Osmose Productions den 28 september 2009. Den kommer även att släppas som mini-LP av Elitmusik.net. 

## Låtlista
| Nr | Titel                   |  |
| -- | ----------------------- |  |
| 1. | Luguber Framtid         |  |
| 2. | Myspys                  |  |
| 3. | Major Fuck Off          |  |
| 4. | Lethargy                |  |
| 5. | Androider               |  |
| 6. | Visdomsord              |  |
| 7. | Destination: Ingenstans |  |